# Loubna Abidar
Loubna Abidar (in arabo لبنى أبيضار‎?, Lubnā Abīḍār; Marrakech, 20 settembre 1985) è un'attrice marocchina.

## Biografia
Loubna Abidar è nata da padre berbero e madre araba nella qasba di Marrakech.  
È conosciuta principalmente per il film Much Loved.
Dopo l'uscita di Much Loved si è trasferita in Francia dove ha continuato a lavorare su serie televisive e film a basso budget.

## Filmografia

### Cinema
- Much Loved, regia di Nabil Ayouch (2015)
- Happy End, regia di Michael Haneke (2017)
- Amin, regia di Philippe Faucon (2018)
- Sextape, regia di Antoine Desrosières (2018)

### Televisione
- Fiertés, regia di Philippe Faucon (2018) – miniserie TV
- Une fille facile, regia di Rebecca Zlotowski (2019) – film TV

## Opere
- (FR) Loubna Abidar e Marion Van Renterghem, La Dangereuse, Parigi, Stock, 2016, ISBN 9782234081222.

## Riconoscimenti
- Premio César
  - 2016[1] – candidatura a miglior attrice per Much Loved